# Louis René Edmond Le Pivain
Louis René Edmond Le Pivain (Brest, 18 maggio 1887 – Brest, 8 marzo 1962) è stato un ammiraglio francese, comandante della nave da battaglia Bretagne durante la seconda guerra mondiale, partecipò allo scontro di Mers-el-Kébir del 3 luglio 1940 tra le navi da battaglia della flotta francese e le navi della Forza H della Royal Navy al comando dell'ammiraglio Sir James Somerville.

## Biografia
Nacque a Brest il 18 maggio 1887, arruolandosi nella Marine Nationale nel 1905. Divenuto Aspirante guardiamarina il 5 ottobre 1908, si imbarcò sull'incrociatore corazzato Marsellaise, appartenente all'Escadre du Nord (Cdt. Anne De Spitz) il 1º gennaio 1909 e venne promosso sottotenente di vascello il 5 ottobre 1910.
Il 1º gennaio 1912 si imbarcò sulla cannoniera Zélée, appartenente alla Divisione Navale dell'Estremo Oriente al comando del Cdt. Jean Fischbacher.
Dal 1 ottobre 1913 frequentò la Scuola per Ufficiali d'artiglieria di Tolone.
Ottenne il brevetto di Ufficiale d'artiglieria nel 1914, prendendo parte alla prima guerra mondiale, per essere promosso tenente di vascello il 30 luglio 1917. fu decorato con la Croce di Cavaliere della Legion d'onore il 15 ottobre 1919.
Il 1º gennaio 1921, si imbarca sull'Armorique, nave scuola per apprendisti marittimi e allievi della marina mercantile.
Promosso capitano di corvetta il 9 novembre 1926, e poi capitano di fregata il 7 novembre 1930, divenne Ufficiale della Legion d'onore l'11 luglio 1931. Il 15 gennaio 1939 venne promosso capitano di vascello, ed assunse il comando della nave da battaglia Bretagne mantenendolo anche dopo lo scoppio della seconda guerra mondiale.
Durante il combattimento contro la flotta inglese a Mers-el-Kébir, il 3 luglio 1940, la sua nave fu colpita da alcuni proiettili da 381 mm ed affondò rapidamente, capovolgendosi e trascinando con sé 977 uomini. Egli fu uno dei pochi superstiti, e si salvò gettandosi in mare raggiungendo la riva a nuoto.
Divenuto Commendatore della Legion d'onore l'11 settembre 1940, fu elevato al grado di contrammiraglio il 17 dicembre 1941 e in quella stessa data venne collocato in posizione di riserva. Muore l'8 marzo 1962.

### Periodici
- Enrico Cernuschi, Mers-el-Kebir, 3 luglio 1940 Parte 1, in Storia Militare, n. 80, Parma, Ermanno Albertelli Editore, maggio 2000.
- Enrico Cernuschi, Mers-el-Kebir, 3 luglio 1940 Parte 2, in Storia Militare, n. 81, Parma, Ermanno Albertelli Editore, giugno 2000.